# Clonaria damicornis
Clonaria damicornis är en insektsart som först beskrevs av Bolívar 1922.  Clonaria damicornis ingår i släktet Clonaria och familjen Diapheromeridae. Inga underarter finns listade i Catalogue of Life.